# Mimela atkinsoni
Mimela atkinsoni är en skalbaggsart som beskrevs av Gilbert John Arrow 1908. Mimela atkinsoni ingår i släktet Mimela och familjen Rutelidae. Inga underarter finns listade i Catalogue of Life.